# Pere Dosta i Anglada
Pere Dosta i Anglada (Ribes de Freser, 30 d'octubre de 1929 - Puigcerdà, 6 d'agost de 2012) és considerat un dels introductors de la pràctica de l'hoquei sobre gel a Catalunya, especialment a la Vall de Núria i a Cerdanya.
Restaurador de professió, Dosta s'inicià en el món del patinatge sobre gel als anys quaranta del segle xx a la Vall de Núria on treballava al santuari. Amb el professor d'esquí i patinador Walter Föegger promogué l'equip d'hoquei gel del Club Alpí Núria.
Dosta participà en diversos campionats com el Torneig Internacional d'Hoquei Sobre Gel celebrat a Núria l'any 1949 o el Títol Nacional d'Espanya d'Hoquei sobre Gel al 1952. Al 1954, durant els II Jocs d'Hivern de Núria, fou campió de Catalunya de velocitat sobre gel i campió de relleus juntament amb Walter Foëgger.

Pere Dosta i Anglada a l'estany de Puigcerdà al 1956.

L'any 1953 es traslladà a Cerdanya. Treballà a la cuina de l'Escola Pia de Puigcerdà des d'on promogué la pràctica de l'hoquei gel entre el personal i els alumnes de l'escola. L'any 1956, el rector Pere Mampel, autoritzà la formació de l'equip Pensionat d'Alta Muntanya de les Escoles Pies de Puigcerdà. En un primer moment, l'equip jugà sobre el gel de l'estany de Puigcerdà. Dosta fou promotor de la creació d'una pista de gel natural a Puigcerdà que es feu realitat l'any 1958 a tocar de l'estany de Puigcerdà. S'inaugurà el mateix any amb el I Festival Internacional de Gel.
Fou entrenador i capità de l'equip Pensionat d'Alta Muntanya de les Escoles Pies de Puigcerdà durant els V Jocs d'Hivern de Núria.
L'equip del Pensionat d'Alta Muntanya de les Escoles Pies fou el precedent del Club Gel Puigcerdà.
Un cop retirat, Dosta seguí estretament vinculat al Club Gel Puigcerdà on promogué, entre d'altres, la creació d'una secció esportiva i la construcció d'una pista de gel artificial al poliesportiu de Puigcerdà que es feu realitat l'any 1983.